# Крастциемс
Крастциемс (латыш. Krastciems) является частью города Юрмалы на левом берегу реки Лиелупе. Расположен между Валтери и Слокой.

## История
Нынешний Крастциемс расположен на земле бывшего Слокского поместья священника близ Лиелупе, который граничил с лесами, принадлежащими Слокскому лесничеству. Приходское поместье было основано около 1680 года на бывшей земле домов Клайпу. На земле, принадлежавшей Слокскому лютеранскому пастору Мейеру примерно в районе 1700 года, находились дома крестьян Свику, Грудайню и Эрмань-Плюпью, Плявпавулю и Ян-Биштю, которые во время Великой Северной войны были заброшены. Следующий пастор Слоки Хелтийс приказал своему адъюнкту Бигему (Buege) восстановить заброшенные дома и разыскать сбежавших крестьян. В 1740 году был построен новый господский дом пастора. Во времена пастора Кристапса Розенберга (1774—1813) район Слоки был в 1783 году присоединен к Российской империи. Во время войны 1812 года (так называемого «прусского года») Слокское поместье пастора сгорело и в 1815 году было восстановлено заново. Во время ревизии Видземских поместий в 1826 году на земле поместья было упомянуто пять хозяйств — Янбишкю, Винькю, два дома Радзиньша и дом Плявпавулса с 73 жителями.
До 1858 г. в поместье был построен каменный господский дом. В 1866 году был образован совместный приход Валтермуйжской и Слокской волостей. Приблизительно в 1910 году большая часть сельской земли в приходском домике Слока была разделена на участки земли приблизительно в лофштель и сдана в аренду рабочим соседней Балтийской целлюлозной фабрики для строительства садовых домов. Во время аграрной реформы 1920 года земля в основном предоставлялась бывшим арендаторам.
В 1925 году бывшие земли Слокского священника были присоединены к городу Слока. 11 ноября 1959 года, когда Слоку и Кемери объединили с Юрмальским районом города Риги, нынешний Крастциемс был включен в состав республиканского курортного города Юрмала.